# Monte Nuvolau
Der Monte Nuvolau ist ein 2574 m s.l.m. hoher Berg in der gleichnamigen Berggruppe in den Ampezzaner Dolomiten. Er befindet sich zwischen den etwas höheren Nachbarbergen Monte Averau und Monte Gusela. Die Berggruppe liegt zwischen dem Falzaregopass und dem Passo di Giau im Grenzgebiet der Gemeinden Cortina d’Ampezzo und Colle Santa Lucia. Von beiden Pässen führen Routen auf den Berg.

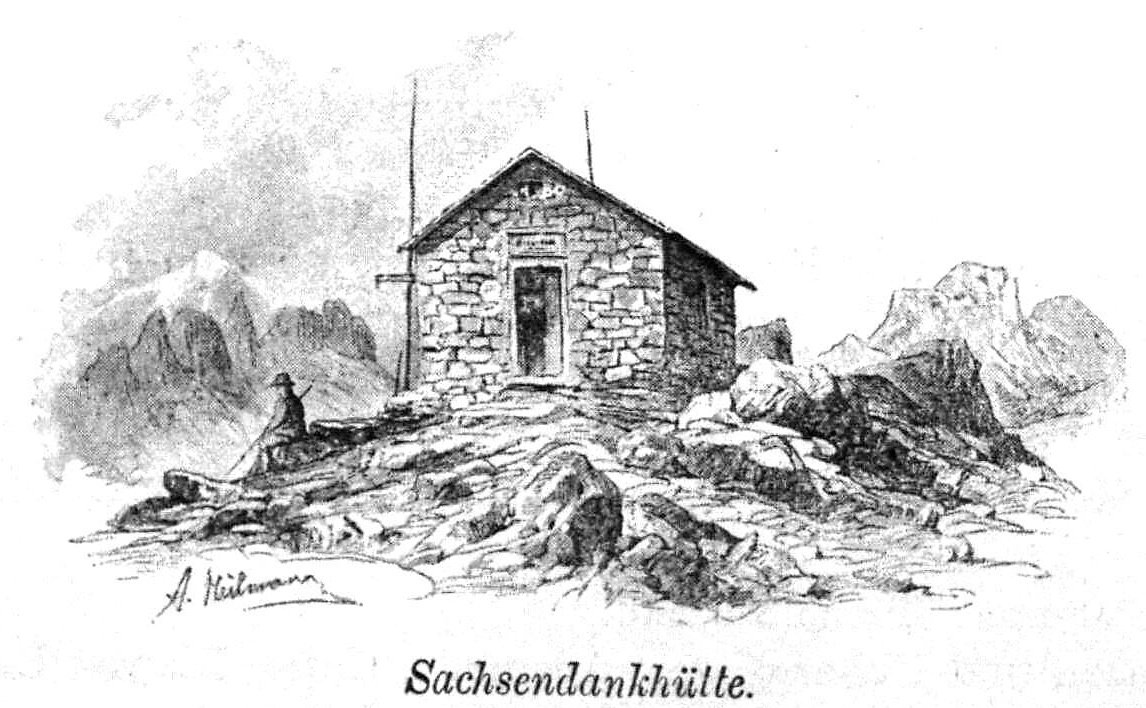
Sachsendankhütte (Rifugio Nuvolau) um 1894

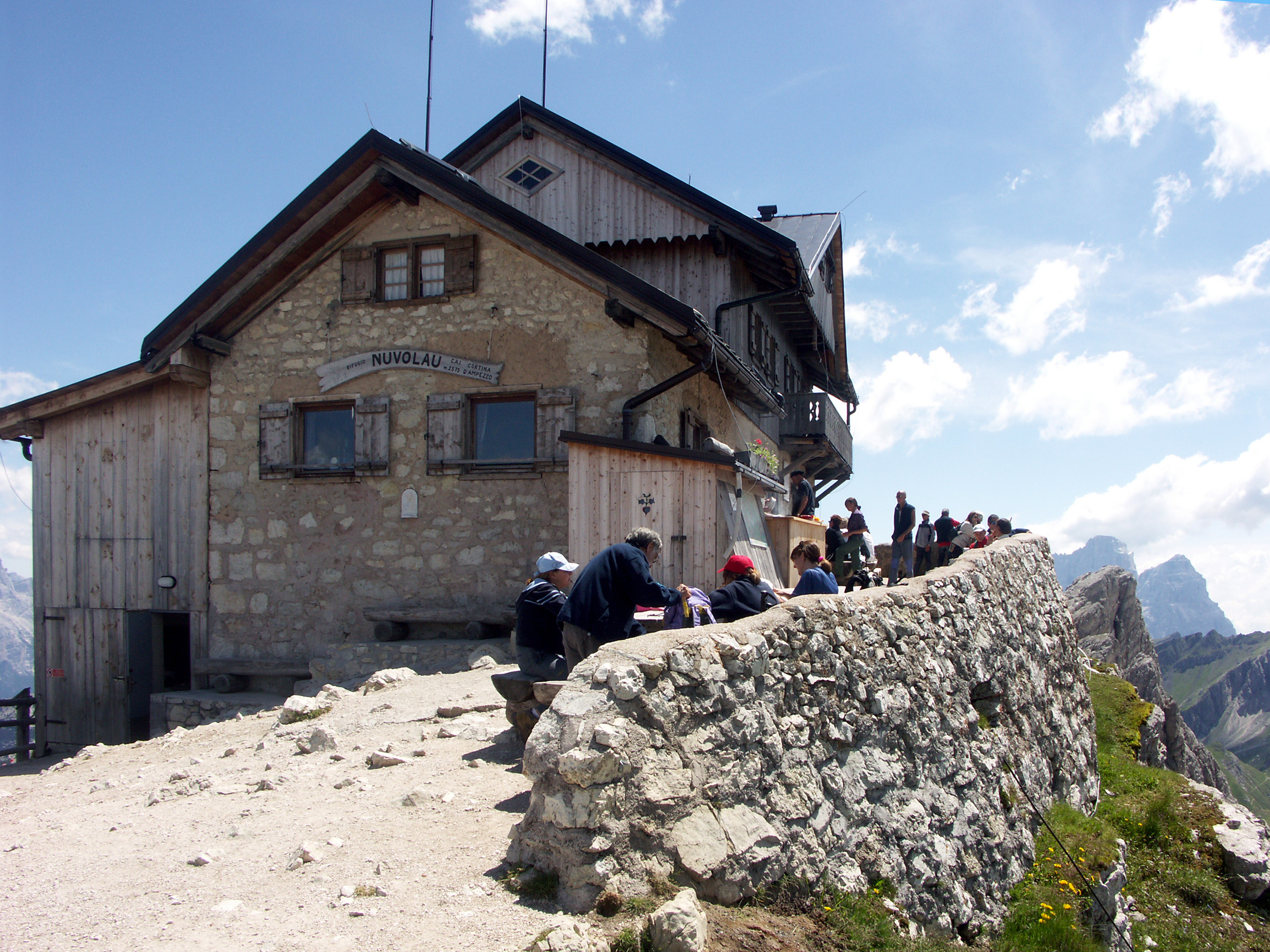
Nuvolau-Hütte (2005)

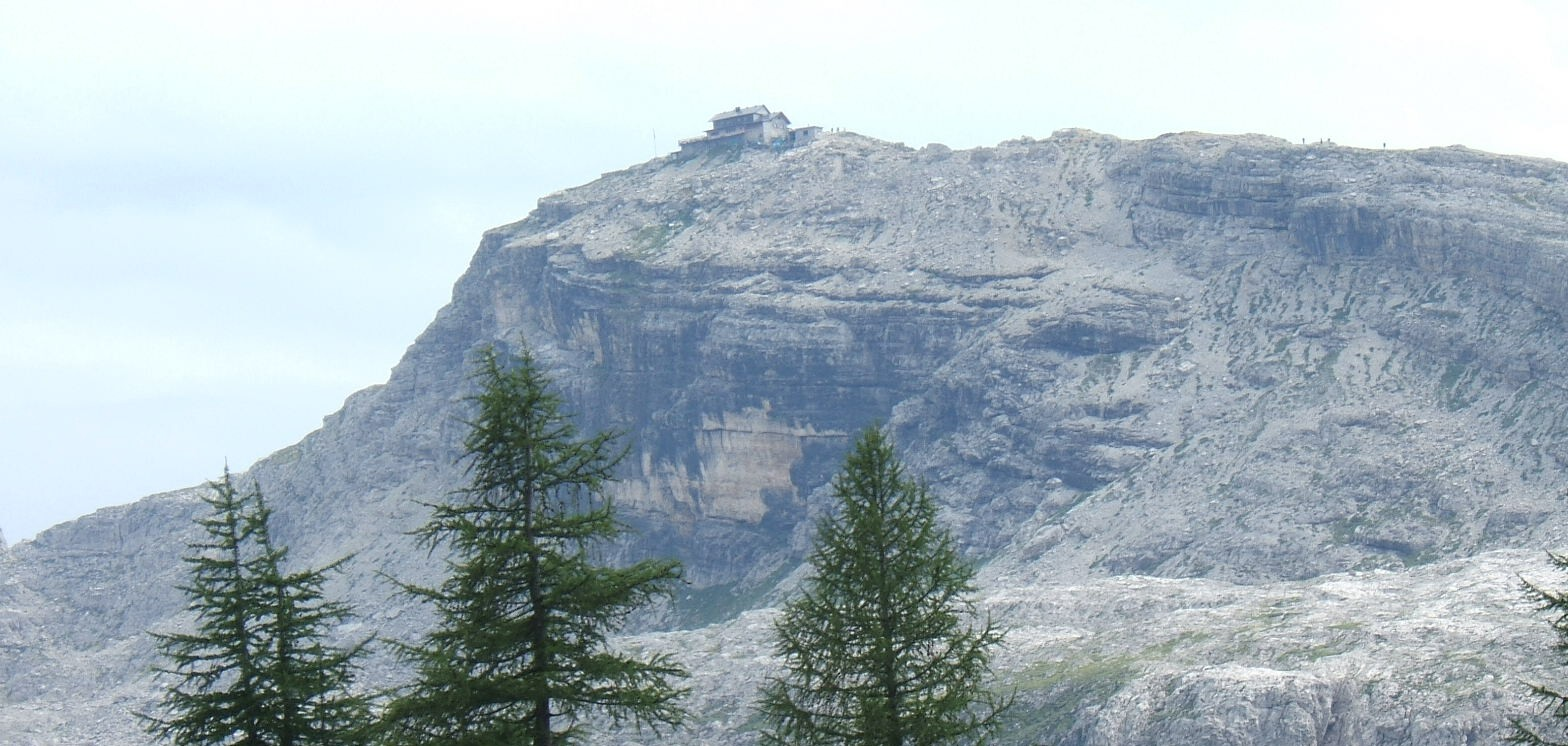
Rifugio Nuvolau

Auf dem Gipfel des Monte Nuvolau befindet sich das Rifugio Nuvolau. Bereits 1883 angelegt, war es die älteste Schutzhütte im Berggebiet von Cortina d’Ampezzo. Sie wurde mit Hilfe einer Spende des sächsischen Offiziers Richard von Meerheimb errichtet, die er als Dank für seine Heilung von einer Lungenkrankheit in Cortina d’Ampezzo geleistet hatte. Aus diesem Grunde trug sie anfangs den Namen „Sachsendank“. Wegen ihrer extremen Gipfellage und damit einhergehend fehlender Fahrwege bietet die Hütte nicht denselben Komfort wie viele andere Alpinhütten. So gibt es im Rifugio Nuvolau weder Warmwasser noch Duschen. Die Versorgung erfolgt per Materialseilbahn vom nordöstlich gelegenen, per Weg erreichbaren Rifugio Cinque Torri am gleichnamigen Berg. Die Nuvolauhütte war während des Gebirgskriegs 1915–1918 ein wichtiger Aussichtspunkt.
Die Rundumsicht vom Gipfel des Monte Nuvolau schließt den westsüdwestlich gelegenen Gletscher der Marmolata, im Westen den Col di Lana und dahinter die Sellagruppe und im Norden die Tofane ein. Im Osten werden jenseits von Cortina d’Ampezzo die Cristallogruppe und Sorapiss sichtbar. Die Fernsicht im Norden reicht bis zum österreichischen Alpenhauptkamm. Der Gipfel ist im Vergleich zu anderen berühmten Aussichtsbergen  einfach zu erreichen. Die Normalroute führt vom südlich gelegenen Passo di Giau in etwa eineinhalb Stunden auf den Gipfel. Vom Norden her beginnt der Zugang an einem Parkplatz an der Strada Statale 48 delle Dolomiti. Von dort führt ein Sessellift zum Rifugio Scoiattoli in 2225 Metern Höhe. Die fehlenden rund 350 Höhenmeter können in etwa eineinviertel Stunden bewältigt werden.
Der Dolomiten-Höhenweg Nummer 1, auch Klassischer Weg genannt, führt am Monte Nuvolau entlang, eine Variante beinhaltet den Weg zur Hütte mit anschließendem Abstieg an der Ostseite des Berges.